# Homokmégy
Homokmégy község Bács-Kiskun vármegye Kalocsai járásában.

## Nevének eredete
A földrajzi nevek etimológiája szerint a név utótagja, a mégy a Kecskemét helynévhez hasonlóan száraz meder, időnként kiszáradó ér jelentésű lehetett. (Hasonlóképpen a Nemesmedves névhez is.)

## Fekvése
Homokmégy az Alföldön fekszik; területe tehát jobbára síkság. Kalocsa vonzáskörzetében helyezkedik el, a város központjától mintegy 8 kilométerre kelet-délkeleti irányban.
A szomszédos települések: észak felől Szakmár, északkelet felől Öregcsertő, kelet felől Kecel, délkelet felől Császártöltés, dél felől Hajós, délnyugat felől Miske és Drágszél, északnyugat felől pedig Kalocsa.

### Megközelítése
A hat kisebb-nagyobb különálló részből álló település ma csak közúton érhető el. Központján, annak főutcájaként a falut Császártöltéssel összekötő 5313-as út húzódik végig, erről letérve érhető el, az 53 116-os számú mellékúton a légvonalban 4 kilométerre keletre fekvő Alsómégy és az 53 117-es úton a központtól hasonló távolságra délre található Hillye. Halom és Kiskecskemégy községrészek az 5311-es út mentén találhatók, Mácsaszállás külterületi községrészbe pedig az 5301-es útról letérve lehet eljutni.
Az ország távolabbi részei felől az 5301-es út a legfontosabb közúti megközelítési útvonala, ezen érhető el Kalocsa és Kecskemét-Kiskőrös felől is.
Régebben áthaladt a területén a MÁV 153-as számú Kiskőrös–Kalocsa-vasútvonala is, melynek egy megállója volt a község határai között, de az a Szakmár megállóhely nevet viselte (fizikailag az 5311-es út vasúti keresztezése mellett helyezkedett el). 2007 márciusa óta azonban már nincs forgalom ezen a vonalon.

## Története
A falunak az írásos források és a régészeti terepbejárások tanúsága szerint Árpád-kori előzményei is voltak. Első írásos említése egy 1198-as oklevélben történt, melyben a kalocsai érsek többek között sármégyi tizedét átadta a káptalannak. Következő említése az 1548-as és 1560-as török defterekben történik, amelyekben templomos helyként, illetve olyan helyként említik, melynek plébánosa van. A 17. században a Miskey és gróf Cseszneky család birtoka volt. A későbbiekben Kalocsa város külső határához tartozott, s a kalocsai alsószállások önállósodásával 1897. április 30-án a község kivált a városból és önálló község lett.
1914. május 7-én Öregcsertő puszta, Halmiszállás legelő, Öregcsertői szállás legelő, Mácsai szállás, Csornai legelő kivált, és Csertőszállás néven községgé alakult – 1915. október 21-én a község neve Öregcsertőre változott.
1921. július 22-én Drágszélszállás kt. Drágszélszállás néven kivált – az új község végleges neve 1928. június 5-től Drágszél.

## Közélete

### Polgármesterei
- 1990–1994: Matos Attila (független)[4]
- 1994–1998: Matos Attila (független)[5]
- 1998–2002: Matos Attila (független)[6]
- 2002–2006: Matos Attila (független)[7]
- 2006–2010: Matos Attila (független)[8]
- 2010–2014: Tapolcsányiné Varga Krisztina (független)[9]
- 2014–2019: Tapolcsányiné Varga Krisztina (független)[10]
- 2019–2024: Tapolcsányiné Varga Krisztina (független)[11]
- 2024– : Tapolcsányiné Varga Krisztina (független)[1]

## Népesség
A település népességének változása:
| Lakosok száma | 1398 | 1373 | 1260 | 1240 | 1213 | 1191 | 1167 |
|               | 2013 | 2014 | 2018 | 2021 | 2022 | 2023 | 2024 |

A 2011-es népszámlálás során a lakosok 75%-a magyarnak, 0,8% cigánynak, 0,5% németnek mondta magát (25% nem nyilatkozott; a kettős identitások miatt a végösszeg nagyobb lehet 100%-nál). A vallási megoszlás a következő volt: római katolikus 59,3%, református 4,4%, evangélikus 0,4%, görögkatolikus 0,1%, felekezeten kívüli 5,3% (29,6% nem nyilatkozott).
2022-ben a lakosság 90,9%-a vallotta magát magyarnak, 0,7% németnek, 0,4% cigánynak, 0,3% ruszinnak, 0,1% horvátnak, 0,1% bolgárnak, 1,4% egyéb, nem hazai nemzetiségűnek (9% nem nyilatkozott; a kettős identitások miatt a végösszeg nagyobb lehet 100%-nál). Vallásuk szerint 43,5% volt római katolikus, 4,5% református, 0,4% evangélikus, 0,7% görög katolikus, 0,8% egyéb keresztény, 1,1% egyéb katolikus, 8,5% felekezeten kívüli (40,5% nem válaszolt).

## Nevezetességei

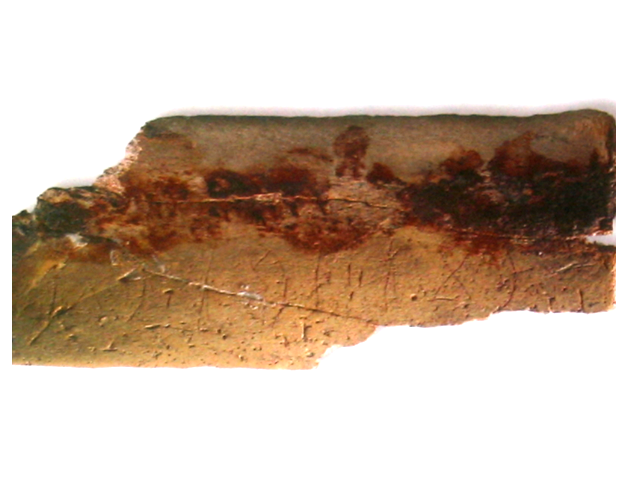
A homokmégy-halmi rovásírásos felirat a 900-as évekből

- Honfoglalás kori fejedelmi központ maradványai, az egyik legkorábbi rovásírásos lelettel
- A középkori Sármégy falu templomának és temetőjének romjai
- Limoges-i kereszthez tartozó aranyozott bronz korpusz a 13. századból
- Halomi-högy (106 m)
- Őrjeg (Sár, Turján, Vörös mocsár)

## Híres emberek

### Homokmégyen születtek
- 1944. augusztus 3-án Geiger György trombitaművész
- 1951. március 30-án Romsics Ignác történész
- Regős Róbert zongoraművész
- Romsics Lászlóné Szarka Vera, a népművészet mestere
- 1963. december 3-án Romsics Imre etnográfus múzeumigazgató, 1994. január 1. óta a Viski Károly Múzeum igazgatója
- 1944. július 8-án Szabó Károly, a Tűzoltó Múzeum volt igazgatója, Baranya ill. Pest megye tűzoltóparancsnoka, 2003 óta nyugdíjban

### Homokmégyen munkálkodtak
- Nagy István (1873–1937) festőművész

## Gasztronómia
- birkapörkölt
- grillázstorta
- paprikás kalács
- sós-túrós rétes

## Események
- Falunap – július utolsó hétvégéjén (2011-ig június első hétvégéjén)

## Testvértelepülések
- Románia (Erdély) – Székelyvarság